# Bruant des sierras
Xenospiza baileyi
Genre
Espèce
Statut de conservation UICN

 EN B1ab(i,ii,iii,iv,v)+2ab(i,ii,iii,iv,v) : En danger
Le Bruant des sierras (Xenospiza baileyi) est une espèce de passereau appartenant à la famille des Passerellidae, l'unique représentant du genre Xenospiza.

## Répartition et habitat
Il est endémique au Mexique.
Il vit dans les prairies entre 2 800 et 3 050 m d'altitude. Son habitat préféré est composé des espèces d'herbes Muhlenbergia macroura, Muhlenbergia affinis, Festuca amplissima et Stipa ichu.